# 第三代烏拉赫公爵卡爾·格洛
烏拉赫的卡爾·格洛（德語：Karl Gero von Urach，1899年8月19日—1981年8月15日），第三代烏拉赫公爵，1928年至1981年在位。
1940年，卡爾·格洛與格奧爾格·馮·瓦爾德堡-采爾的女兒加布里艾爾（Gabriele）結婚，兩人沒有子女。1981年卡爾·格洛去世，頭銜由姪子卡爾·安瑟爾姆繼承。